# Samuele Vignato
Samuele Vignato (Negrar, 24 febbraio 2004) è un calciatore italiano, attaccante attualmente svincolato.

## Biografia
Nasce a Negrar, in Veneto, da padre italiano e madre brasiliana. Ha un fratello maggiore, Emanuel, anche lui calciatore.

## Carriera

### Club

#### Chievo
Dopo aver giocato per l'Under-17 del Chievo, è stato promosso alla squadra Primavera dove ha segnato 14 gol e realizzato 11 assist in 18 partite nella stagione 2020-2021. Ha esordito in prima squadra il 4 maggio 2021, a 17 anni, subentrando al 76' dell'incontro di Serie B contro la Cremonese; nel resto della stagione ha poi giocato un'unica ulteriore partita con la prima squadra clivense.

#### Monza
L'11 agosto 2021 è passato al Monza in Serie B, con un contratto triennale. Ha esordito con i brianzoli il 29 agosto, giocando il primo tempo della vittoria per 1-0 contro la Cremonese. Il 25 settembre ha segnato il suo primo gol da professionista, nella vittoria per 3-1 contro il Pordenone. Il 25 febbraio 2022 il contratto di Vignato è stato prolungato fino al 2025. Ottiene 13 presenze nella stagione che termina con la promozione in Serie A del Monza per la prima volta nella sua storia, dopo la vittoria dei play-off.
La stagione successiva Vignato ha esordito in Serie A il 7 novembre 2022, nei minuti finali della partita casalinga vinta per 2-0 contro il Verona. Chiude la stagione, nella quale il Monza ottiene la salvezza, con 5 presenze in campionato e 2 presenze in Coppa Italia. 
L'anno seguente trova maggiore spazio, soprattutto dopo l'infortunio di Caprari, e l'8 ottobre 2023, alla sua prima presenza da titolare, realizza all'età di 19 anni il suo primo gol in Serie A nella gara vinta per 3-0 in casa contro la Salernitana.
Vignato lascia il Monza al termine della stagione 2024-2025, alla scadenza naturale del proprio contratto, dopo aver collezionato 49 presenze e due reti con la squadra brianzola.

### Nazionale
Vignato ha rappresentato l'Italia a diversi livelli giovanili, a partire dall'Under-15.
Nel giugno del 2023 partecipa all'Europeo Under-19 svolto a Malta e vinto dagli Azzurrini guidati dal selezionatore Alberto Bollini.

## Statistiche

### Presenze e reti nei club
Statistiche aggiornate al 18 maggio 2025.
| Stagione        | Squadra         | Campionato      | Campionato | Campionato | Coppe nazionali | Coppe nazionali | Coppe nazionali | Coppe continentali | Coppe continentali | Coppe continentali | Altre coppe | Altre coppe | Altre coppe | Totale | Totale | Totale |
| Stagione        | Squadra         | Comp            | Pres       | Reti       | Comp            | Pres            | Reti            | Comp               | Pres               | Reti               | Comp        | Pres        | Reti        | Pres   | Reti   |        |
| --------------- | --------------- | --------------- | ---------- | ---------- | --------------- | --------------- | --------------- | ------------------ | ------------------ | ------------------ | ----------- | ----------- | ----------- | ------ | ------ | ------ |
| 2020-2021       | Chievo          | B               | 2          | 0          | CI              | 0               | 0               |                    | -                  | -                  |             | -           | -           | 2      | 0      |        |
| 2021-2022       | Monza           | B               | 13         | 1          | CI              | 0               | 0               |                    | -                  | -                  |             | -           | -           | 13     | 1      |        |
| 2022-2023       | Monza           | A               | 5          | 0          | CI              | 2               | 0               |                    | -                  | -                  |             | -           | -           | 7      | 0      |        |
| 2023-2024       | Monza           | A               | 10         | 1          | CI              | 1               | 0               |                    | -                  | -                  |             | -           | -           | 11     | 1      |        |
| 2024-2025       | Monza           | A               | 17         | 0          | CI              | 1               | 0               | -                  | -                  | -                  | -           | -           | -           | 18     | 0      |        |
| Totale Monza    | Totale Monza    | Totale Monza    | 45         | 2          |                 | 4               | 0               |                    | -                  | -                  |             | -           | -           | 49     | 2      |        |
| Totale carriera | Totale carriera | Totale carriera | 47         | 2          |                 | 4               | 0               |                    | -                  | -                  |             | -           | -           | 51     | 2      |        |

## Palmarès

### Nazionale
- Campionato europeo Under-19: 1

Malta 2023